# يان باينسن
يان باينسن Jan Beinßen (ولد في شتاتهاجن في 30 يناير 1965) صحفي ومؤلف روايات بوليسية ألماني.

## حياته
انتقل باينسن في عام 1993 من هاملن إلى نورنبرغ، حيث بدأ حياته في العمل الصحفي. ونشرت روايته الأولى بعنوان «امرأتان ضد الزمن», في نشر ريكلام Reclam في للايبزج. ثم نشر روايته "Die Genfalle" في نفس العام. ثم روايته «حد السكين» Messers Scneide.
واشتهر باينسن بصفة خاصة من خلال رواياته الإقليمية، أي الروايات التي تدور أحداثها في منطقة إقليمية معينة في ألمانيا. فروايتاه «محظية دورور» و«سبع سنتيمترات» تدور أحداثهما في نورنبرغ.
وهو عضو في Syndikat وهي جمعية كتاب الروايات البوليسية الناطقة بالألمانية.

## مواقع خارجية
- http://www.beinssen.gmxhome.de Website des Autors
- http://www.franken-krimis.de Franken-Krimis